# Государственная техническая комиссия СССР
Государственная техническая комиссия СССР (Гостехкомиссия СССР, ГТК СССР) — специальный орган, созданный с целью противодействия иностранным техническим средствам разведки, предотвращения утечки по техническим каналам государственных и военных секретов, сведений о военном и военно-промышленном потенциале, организации межведомственной координации и взаимодействия, специальные и контрольные функции в области государственной безопасности.

## Предыстория
23 июня 1964 года был принят первый документ по противодействию иностранным техническим разведкам на государственном уровне — Постановление ЦК КПСС и СМ СССР, утвердившее план мероприятий по усилению противодействия иностранным радио- и радиотехническим разведкам иностранных государств. В том же году в составе 21-го НИИЦ МО СССР была создана лаборатория по разработке научных основ радиотехнической маскировки остаточных излучений радиоэлектронных средств на стадии их разработки, производства и испытания. В КГБ СССР, Министерстве обороны и ряде министерств оборонной промышленности были созданы подразделения, занимавшиеся вопросами ПДИТСР. 
В 1971 году КГБ СССР совместно с Министерством обороны, выполняя поручение ЦК КПСС и Совета Министров СССР, провел специальное исследование угроз иностранных технических разведок в отношении СССР, которое показало, что США создали и постоянно наращивают глобальную систему технической разведки в отношении оборонно-промышленного комплекса СССР.

## История
18 декабря 1973 года  в соответствии с Постановлением Совета Министров СССР № 903-303  «О противодействии иностранной технической разведки» была создана Государственная техническая комиссия СССР.
Формирование ГТК СССР было поручено её первому председателю — генералу армии (впоследствии Маршалу Советского Союза) Огаркову Николаю Васильевичу. Как председатель ГТК, по должности он одновременно являлся заместителем министра обороны СССР и членом Комиссии Совета Министров СССР по военно-промышленным вопросам.
В числе приоритетных задач ГТК СССР были определены: 
- Разработка специальных требований по противодействию иностранной технической разведке и контроль за их исполнением министерствами и ведомствами;
- Организация и координация разработки научно-обоснованных мер противодействия, способов и методик контроля достаточности принимаемых мер.
- Защита новой научно-технической информации, способствующей решению инженерно-технических проблем.

ГТК СССР определялась как межведомственный коллегиальный орган, возглавляемый председателем. В состав нового органа вошли представители министерств оборонной промышленности (на уровне первых заместителей). В качестве членов ГТК решением Правительства СССР определялись руководители (заместители руководителей) представителей от ключевых оборонных ведомств — КГБ СССР, Министерство обороны СССР, Академия наук СССР, министерств: оборонной промышленности, среднего машиностроения, общего машиностроения, авиационной промышленности, судостроительной промышленности, радиопромышленности, промышленности средств связи.
В 1974 году прошло первое заседание ГТК СССР, председатель Гостехкомисии генерал армии Н. В. Огарков сделал доклад «Возможности иностранной технической разведки и задачи Гостехкомиссии на 1974 год по выполнению Постановления Правительства СССР», в этом же году Правительством СССР утверждено «Положение о Гостехкомиссии». В постановлении указывалось, что проведение эффективных мер ПД ИТР являлось важнейшей государственной задачей МО СССР, КГБ и всех министерств и ведомств, выполняющих работы по оборонной тематике.
В 1975 году вышло Постановление СМ СССР «О мерах по совершенствованию системы защиты государственной тайны». На пятом заседании Гостехкомиссии утверждено «Положение по комплексному противодействию иностранным техническим разведкам (ПД ИТР-75)».  В 1976 году вышло Постановление ЦК КПСС и Совета Министров «О мерах по дальнейшему совершенствованию системы ПДИТСР».
В 1980-е  годы наряду с проблемами ПДИТСР, у ГТК СССР видное место заняли вопросы технической защиты информации, был внедрен в практику научных работ принцип упреждающего прогноза развития сил и средств разведки, совершенствовались нормативная база, методы и средства контроля.
В мае 1991 года издан Указ Президента СССР «Об образовании Государственной технической комиссии СССР по противодействию иностранным техническим разведкам». Непосредственное подчинение президенту обеспечивало независимость Гостехкомиссии от ведомственных, региональных и корпоративных влияний, гарантировало соответствие её деятельности высшим интересам России. Пятого января 1992 года Указом Президента Российской Федерации № 9 на  базе Гостехкомиссии СССР была создана Гостехкомиссия при Президенте Российской Федерации.

## Структура
Для обеспечения деятельности Гостехкомиссии в 1974 году было введено Положение о Гостехкомиссии СССР, создан её рабочий орган — центральный аппарат (управление и инспекция), а также территориальные подразделения Гостехкомиссии в Москве, Ленинграде, Киеве, Минске, Тбилиси, Свердловске, Новосибирске, Ташкенте (позднее к ним добавились Рига и Хабаровск)

### Центральный аппарат
- Председатель ГТК СССР – заместитель министра обороны СССР и член ВПК при СМ СССР;
- Первый заместитель Председателя ГТК СССР;
- Заместитель Председателя ГТК СССР

- Управление ГТК (в составе 4-х направлений: Организационного, Защиты вооружения и военной техники, Аналитической оценки возможности и осведомленности, Легендирования и дезинформации) – руководитель генерал-полковник  Е. М. Ошанин:.[2]
- Инспекция ГТК (в составе 2 направлений: Организационного и Технического оснащения) — руководитель  генерал-майор В. Н. Чайка:
- Секретариат ГТК[3]

### Члены ГТК
- Заместитель председателя КГБ СССР;
- Вице-президент Академии наук СССР
- Заместитель министра среднего машиностроения СССР;
- Заместитель министра авиационной промышленности СССР;
- Заместитель министра оборонной промышленности СССР;
- Заместитель министра общего машиностроения СССР;
- Заместитель министра радиопромышленности СССР;
- Заместитель министра промышленности средств связи СССР;
- Заместитель министра судостроительной промышленности СССР;
- Заместитель министра электронной  промышленности СССР.

При Министерстве обороны СССР были созданы:
- Инспекция по контролю за эффективностью принимаемых мер противодействия в Вооружённых силах СССР и промышленности;
- Рабочий аппарат ГТК.

## Основные учебные заведения
- 21-й Научно-исследовательский центр Министерства обороны СССР;
- 5-й Научно-исследовательский институт Министерства обороны СССР;
- МИФИ;
- Спецкафедра ЦИПК МСМ СССР (с 1993 года — МСУЦ МАЭ РФ).

Помимо перечисленных в настоящее время к таким учебным заведениям относятся: ВКА им. Можайского, Военный институт радиоэлектроники, РГГУ и ГНМЦ Миноборонпрома России.

## Руководство

### Председатели
- генерал армии Н. В. Огарков (1974—1977),
- генерал армии В. М. Шабанов (1977—1989),
- генерал армии Ю. А. Яшин (1989—1992).

### Первые заместители председателя
- генерал-полковник  Строилов Георгий Андреевич (1973—1986),
- генерал-лейтенант  Макаренков Николай Андреевич (1986—1989),
- генерал-лейтенант  Михайленко Виктор Дмитриевич (1990—1992).